# Synegiodes brunnearia
Synegiodes brunnearia är en fjärilsart som beskrevs av John Henry Leech 1897. Synegiodes brunnearia ingår i släktet Synegiodes och familjen mätare. Inga underarter finns listade i Catalogue of Life.